# Trémeur
Trémeur település Franciaországban, Côtes-d’Armor megyében. Lakosainak száma 806 fő (2022. január 1.). Trémeur Mégrit, Broons, Sévignac és Trédias községekkel határos.

## Népesség
A település népessége az elmúlt években az alábbi módon változott:
| Lakosok száma | 658  | 595  | 613  | 682  | 691  | 735  | 764  | 783  | 787  | 806  |
|               | 1968 | 1982 | 1990 | 2006 | 2013 | 2015 | 2017 | 2019 | 2020 | 2022 |